# Bodnár (családnév)
A Bodnár régi magyar családnév. Eredetileg foglalkozásnév volt, jelentése: kádár, szekérgyártó. Hasonló nevek: Kádár, Kádas, Pintér. A Zsigmondkori Oklevéltár szerint 1406-ban fordult elő először vezetéknévként (Johannes Bodnar). 2020-ban a 68. leggyakoribb családnév volt Magyarországon. 13 324 személy viselte ezt a vezetéknevet.

## Híres Bodnár családok
- Bodnár család (Zemplén vármegyei), Zemplén vármegyei nemes család. 1797-ben Legenye és Gercsely helységben birtokos[4]
- Bodnár család (Derekassy), 1803-ban Bodnár, másképp Derekassy János szerzett nemes levelet[5]

## Híres Bodnár nevű személyek
- Bodnár András (1827–1893) színész, katolikus pap, majd református lelkész
- Bodnár András (1942) olimpiai, világ- és Európa-bajnok vízilabdázó
- Bodnár Attila (1952) popénekes, dalszerző
- Bodnár Erika (1948) Jászai Mari-díjas színésznő
- Bodnár Gizella (1926–2019) ismertebb nevén Repülős Gizi besurranó tolvaj
- Bodnár György (1927–2008) Széchenyi-díjas irodalomtörténész, egyetemi tanár
- Bodnár János (1889–1953) vegyész, a Magyar Tudományos Akadémia levelező tagja
- Bodnár Jenő (1889–1953) színész
- Bodnár László (1959) válogatott labdarúgó, kapus
- Bodnár László (1979) válogatott labdarúgó, hátvéd
- Bodnár Sándor (1890–1955) válogatott labdarúgó, csatár, olimpikon
- Bodnár Sándor (1926–1987) rendező, dramaturg
- Bodnár Vivien (1975) színésznő, énekesnő
- Bodnár Zoltán (1958) jogász, bankár
- Bodnár Zoltán (1963) bábművész, színész
- Bodnár Zsigmond (1839–1907) irodalomtörténész, egyetemi tanár